# Розье, Пилатр де

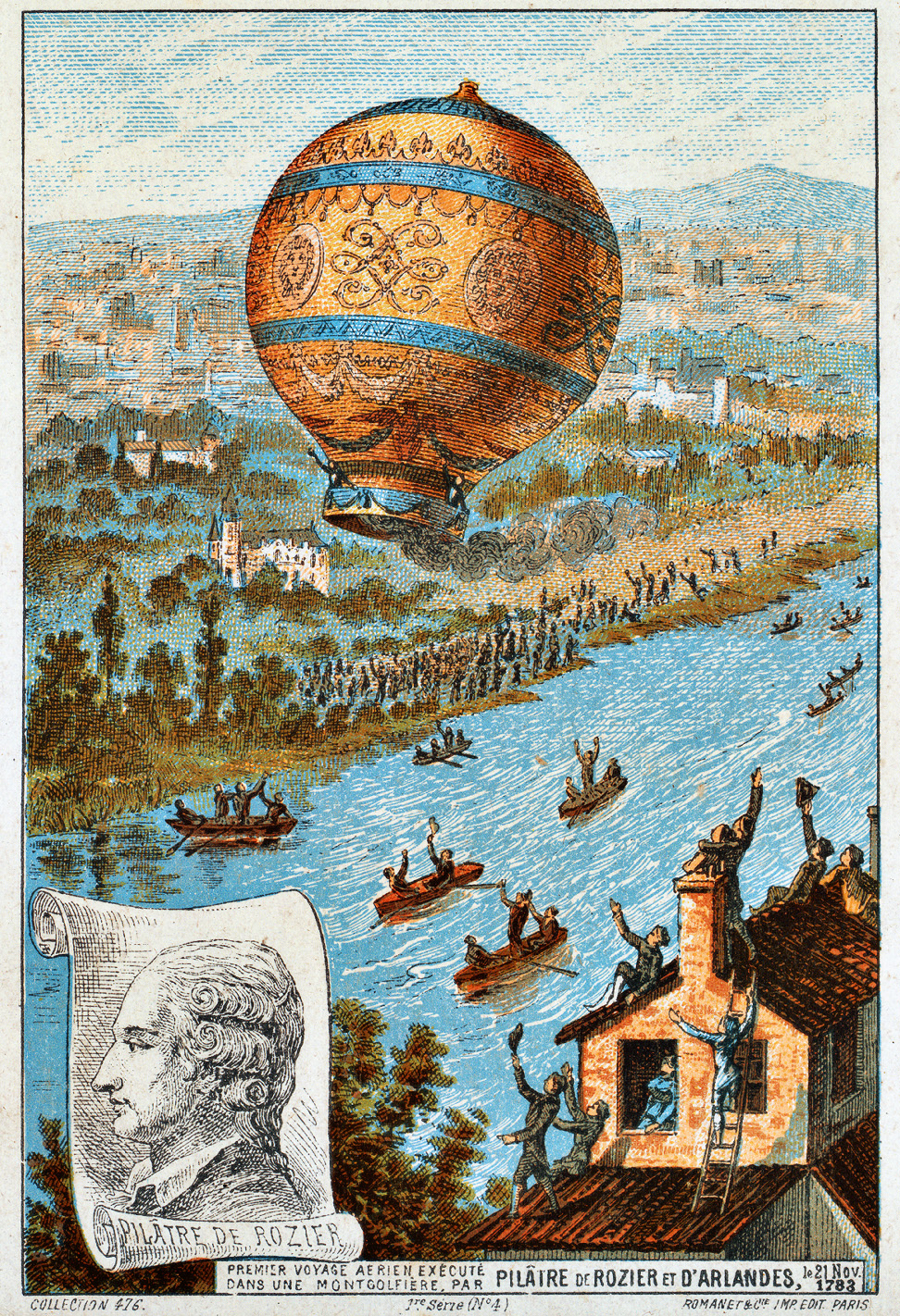
Первый свободный полет воздушного шара, Розье и маркиз д’Арланд 21 ноября 1783

Жан-Франсуа́ Пила́тр де Розье́ (фр. Jean-François Pilâtre de Rozier; 30 марта 1754 — 15 июня 1785) — французский физик, химик, один из пионеров авиации. Первым (совместно с маркизом д’Арландом) совершил свободный полёт на воздушном шаре, а позднее стал первым (совместно с Пьером Роменом) погибшим в авиакатастрофе.

## Биография
В молодости Пилатр де Розье изучал математику, физику, химию и естественные науки, затем преподавал химию. Стал основателем парижского научного общества «Атеней».
Горячий поклонник экспериментов братьев Монгольфье, — он поднимался на воздушном шаре сначала один, потом с Жиру де Виллетом. Полный и решительный опыт, ставший первым успешным свободным полётом, был произведён 21 ноября 1783 года — на шаре, диаметром 48 парижских футов (15,5 метров) и высотой 74 фута (24 метра), Розье с маркизом д’Арландом поднялись на высоту 3000 футов (910 м) и за 25 минут пролетели около пяти миль (9 км). 
После нескольких удачных полётов де Розье запланировал попытку пересечь Ла-Манш из Франции в Англию, которая была предпринята им 15 июня 1785 года совместно с Пьером Роменом. По свидетелям очевидцев, воздушный шар загорелся в воздухе, затем внезапно сдулся и упал недалеко от Вимрё в Па-де-Кале с высоты примерно 1500 футов (450 м). Таким образом, Пилатр де Розье и Пьер Ромен стали первыми людьми, погибшими в авиационной катастрофе.

## Память
На месте крушения воздушного шара де Розье был установлен памятный обелиск.
Современный гибрид газового и воздушного шара назван розьером в честь его новаторской конструкции.
В 1991 году Международный астрономический союз присвоил имя Пилатра де Розье кратеру на видимой стороне Луны.